# Алгоритм Брона — Кербоша
Алгоритм Брона — Кербоша — метод ветвей и границ для поиска всех клик (а также максимальных по включению независимых множеств вершин) неориентированного графа. Разработан голландскими математиками Броном и Кербошем в 1973 году и до сих пор является одним из самых эффективных алгоритмов поиска клик.

## Алгоритм
Алгоритм использует тот факт, что всякая клика в графе является его максимальным по включению полным подграфом. Начиная с одиночной вершины (образующей полный подграф), алгоритм на каждом шаге пытается увеличить уже построенный полный подграф, добавляя в него вершины из множества кандидатов. Высокая скорость обеспечивается отсечением при переборе вариантов, которые заведомо не приведут к построению клики, для чего используется дополнительное множество, в которое помещаются вершины, которые уже были использованы для увеличения полного подграфа.
Алгоритм оперирует тремя множествами вершин графа:
1. Множество compsub — множество, содержащее на каждом шаге рекурсии полный подграф для данного шага. Строится рекурсивно.
2. Множество candidates — множество вершин, которые могут увеличить compsub
3. Множество not — множество вершин, которые уже использовались для расширения compsub на предыдущих шагах алгоритма.

Алгоритм является рекурсивной процедурой, применяемой к этим трем множествам.
```
ПРОЦЕДУРА
 
extend
 (
candidates
, 
not
):
  
ПОКА
 
candidates
 НЕ пусто 
И
 
not
 НЕ содержит вершины, СОЕДИНЕННОЙ СО ВСЕМИ вершинами из 
candidates
, 
  
ВЫПОЛНЯТЬ
:
  1 Выбираем вершину 
v
 из 
candidates
 и добавляем её в 
compsub

  2 Формируем 
new_candidates
 и 
new_not
, удаляя из 
candidates
 и 
not
 вершины, не СОЕДИНЕННЫЕ с 
v

  3 
ЕСЛИ
 
new_candidates
 и 
new_not
 пусты
  4 
ТО
 
compsub
 – клика
  5 
ИНАЧЕ
 рекурсивно вызываем 
extend
 (
new_candidates
, 
new_not
)
  6 Удаляем v из 
compsub
 и 
candidates
, и помещаем в 
not
```

## Вариации

### Нахождение максимальных (по включению) независимых множеств вершин
Нетрудно видеть, что задача о клике и задача о независимом множестве по сути эквивалентны: каждая из них получается из другой, путём построения дополнения графа — такого графа, в котором есть все вершины исходного графа, причем в дополнении графа вершины соединены ребром тогда и только тогда, если они не были соединены в исходном графе.
Поэтому алгоритм Брона — Кербоша можно использовать для нахождения максимальных по включению независимых множеств вершин, если построить дополнение к исходному графу, либо изменив условие в основном цикле (условие остановки) и формирование новых множеств new_candidates и new_not:
1. Условие в основном цикле: not не должно содержать ни одной вершины, НЕ СОЕДИНЕННОЙ НИ С ОДНОЙ из вершин во множестве candidates
2. Для формирования new_candidates и new_not, необходимо удалять из candidates и not вершины, СОЕДИНЕННЫЕ с выбранной вершиной.

## Вычислительная сложность
Линейна относительно количества клик в графе.
Tomita, Tanaka и Haruhisa в 2006 показали, что в худшем случае алгоритм работает за O(3n/3), где n — количество вершин в графе.